# Кубалач (гора)
Кубала́ч (укр. Кубалач, крымскотат. Qubalaç, Къубалач) — гора в восточной части внутренней гряды Крымских гор (хребет Кубалач, западная вершина Бурундук-Кая (377 м), восточная — Кызыл-Таш (431 м), центре Аюлу-Кая (630 м), в районе с. Тополевки (прежнее Топли).

## Описание
Внутренняя гряда протянулась от Севастополя к Феодосии и в этом месте достигает наибольшей высоты — более 700 м над уровнем моря. Гора Кубалач имеет высоту 764 м и является самой высокой точкой 2-й гряды. Установлен ретранслятор. Рядом в 400 метрах восточнее вторая вершина 738 м. Широкая поляна на вершине горы является хорошим местом для осмотра окрестных гор. Весь массив зарос лесом и является лесным оазисом в этом районе, где на севере от Феодосийской трассы лежат степные районы крымского предгорья. С характером рельефа связана повышенное количество осадков на склонах горы, что создает условия для развития широколиственного леса.
Гора Кубалач — единственное место не только в Крыму, да и во всем мире, где в естественном состоянии растет редкий эндемик, занесен в Красную книгу России — цикламен Кузнецова. Назван цикламен в честь известного ученого-ботаника, отличается высокой декоративностью, изяществом, прекрасными ароматными розовыми цветами. Кроме цикламена, здесь растут и другие редкие растения.
Массив интересен и с геологической точки зрения.
Тополевский разлом, как и другие разрывы, представляет собой многометровую зону трещиноватых и дробленых горных пород, оказывающую сильное влияние на движение подземных вод. Они стягиваются в разлом, проходят по нему довольно большой путь и выходят на поверхность в виде источников. Именно с Тополевским разломом связан мощный источник вкусной воды вблизи автобусной остановки.